# The Court
The Court ist ein Lied des englischen Singer-Songwriters und Rockmusikers Peter Gabriel. Es ist am 1. Dezember 2023 auf Gabriels zehntem Studioalbum i/o erschienen.

## Geschichte
Die Erstveröffentlichung von The Court erfolgte als zweite Single des Albums i/o am 5. Februar 2023. Diese wurde als Einzeltrack zum Download und Streaming durch Real World Records veröffentlicht. Hierbei handelt es sich um den sogenannten Dark-Side Mix, der von Tchad Blake abgemischt wurde. Ähnlich wie bei dem im Monat zuvor veröffentlichten Titel Panopticom wurde das erste Veröffentlichungsdatum der Single so gewählt, dass es mit einem Vollmond zusammenfällt.
Es wurden zwei weitere Versionen des Songs am 20. Februar 2023 am darauffolgenden Neumond unter den Bezeichnungen Bright-Side Mix (von Mark „Spike“ Stent) und Atmos In-Side Mix (von Hans-Martin Buff) veröffentlicht.

„Mir gefällt die Idee des Multiple-Mix-Ansatzes sehr gut, denn für die meisten Künstler ist der Prozess und nicht das Produkt das Wichtigste. In gewisser Weise versuche ich, den Prozess für diejenigen, die daran interessiert sind, ein wenig mehr zu öffnen.“

Das Lied wurde erstmals bei dem ersten Konzert der I/o The Tour am 18. Mai 2023 in der Tauron Arena in Krakau, Polen live gespielt und gehörte immer zur Setlist der Tournee.

## Artwork
Das Cover-Artwork beider Singlevarianten zeigt das Foto The Burning of Lifting the Curse des Künstlers Tim Shaw. Shaws Kunstobjekt dazu war zunächst einmal eine etwa drei Meter große, menschenähnliche Gestalt aus einem Gerüst aus Metall mit daran festgebundenen Ästen, Stoff und einem mit Holzkohle gefüllten Bauch. Am Ende der Royal Academy Summer Exhibition fand im Januar 2022 eine rituelle Zeremonie statt, während der die Skulptur auf einem Feld in Brand gesetzt und anschließend die verbrannten Reste dann am angrenzenden Fluss in Luft, Wasser und Erde verstreut wurden, um die darin befindlichen negativen Kräfte in positive zu transformieren. Tim Shaws Arbeit ist jedoch mehr in der realen Welt beheimatet, als es durch dieses Vorgehen erscheint. Gabriel sagt dazu, dass es in Shaws Arbeit um die Brutalität, die wir uns gegenseitig antun. Er findet, dass Rituale faszinieren, da sie uns eine Menge über uns selbst vermitteln.

„Tim Shaw ist ein großer Künstler, dessen Werk kraftvoll, politisch und schamanistisch ist. Er hat sich oft mit schwierigen Themen wie Krieg und Folter beschäftigt. Er wuchs in Belfast auf und erlebte die Angst und die Realität der Gewalt um ihn herum, was ihn sicher tief beeindruckt hat. Zu diesem Bild gibt es eine ungewöhnliche Geschichte, aber ich habe einfach auf das Foto dieser sehr seltsamen Figur reagiert, die rituell verbrannt wurde. Die Geschichte, die dahinter steckt, habe ich erst hinterher entdeckt.“

„Ich weiß nicht, warum gerade dieses Bild für diesen Titel ausgewählt wurde. Aber wenn man darüber nachdenkt, könnte es sein, dass die Figur dort steht, um angeklagt und verurteilt zu werden, und in diesem Fall wird sie verbrannt, um eine Bestrafung vorzunehmen.“

Wie auch später Annette Messager bei Playing for Time und Cornelia Parker bei Four Kinds of Horses, versuchte Peter Gabriel Tim Shaw schon für Art From Us im Zusammenhang mit dem Album Us zu gewinnen, aber dazu kam es damals aus nicht näher bekannten Gründen nicht.

## Hintergrund
Aufgenommen in Gabriels Real World Studios in Box, Wiltshire, im Beehive in London und in den British Grove Studios von Mark Knopfler in Chiswick, London sind auf The Court Tony Levin am Bass, David Rhodes an der Gitarre, Manu Katché am Schlagzeug, Brian Eno an der Perkussion und am Synthesizer und zum ersten Mal die ständigen Orchestermusiker des New Blood Orchestra, die zu großen Teilen in verschiedenen Besetzungen schon auf Gabriels drei orchestralen Alben Scratch My Back, New Blood und Live Blood zu hören waren und die auch auf fast allen Stücken (mit Ausnahme von Panopticom, i/o und Love Can Heal) in wechselnden Besetzungen auf dem Album i/o zu hören sind.
Der Dark-Side Mix der Single wurde am zweiten Vollmond des Jahres 2023 veröffentlicht, genannt Snow Moon. Gabriel kündigte bei der Veröffentlichung des Titels Panopticom an, dass weitere Bright-Side Mixe von Titeln des Albums von Mark „Spike“ Stent und weitere Dark-Side Mixe von Tchad Blake veröffentlicht werden. Der erste Mix wurde jeweils bei Vollmond und die weiteren bei Neumond veröffentlicht. Darüber hinaus wurden von allen Titeln In-Side Mixe in Dolby Atmos von Hans-Martin Buff angekündigt, die von ihm im Red Room der Real World Studios und seinem eigenen Tonstudio Aural Majority Pad in Boofland erstellt wurden. Diese können auf Apple Music, Amazon Music wie auch der Audio-Blu-ray des Albums gehört werden. Als Stereo-Variante steht bzgl. der Streamingdienste der jeweilige Dark-Side Mix zur Verfügung.

## Inhalt und Bedeutung
Die „freie, impressionistische Lyrik des Songs, die mit der Justiz verbunden ist“, betrifft das Gleichgewicht zwischen der Notwendigkeit des Rechtssystems und dem Machtmissbrauch, der innerhalb dieses Systems stattfindet. Über Ordnung und Chaos wird in ziemlich offenen Assoziationen erzählt. Dabei gibt es keine geschlossene Geschichte. Die Verwirrung wird in dem Liedtext in verwirrenden Bildern beschrieben.
Über den Ursprung des Liedes sagte Gabriel:

„Ich hatte diese Idee für den Refrain 'the court will rise', und so wurde es ein freier, impressionistischer Text, der sich auf die Gerechtigkeit bezog, aber auch ein Gefühl der Dringlichkeit vermittelte. Vieles im Leben ist ein Kampf zwischen Ordnung und Chaos, und in gewisser Weise ist die Justiz oder das Rechtssystem etwas, das wir auferlegen, um zu versuchen, ein gewisses Element der Ordnung in das Chaos zu bringen. Das wird oft missbraucht, es ist oft ungerecht und diskriminierend, aber gleichzeitig ist es wahrscheinlich ein wesentlicher Bestandteil einer zivilisierten Gesellschaft. Aber wir müssen manchmal darüber nachdenken, wie das tatsächlich realisiert und eingesetzt wird.“

Das Lied ist teilweise von der Arbeit von NAMATI inspiriert, deren Ziel es ist, Menschen auf der ganzen Welt Zugang zum Recht zu verschaffen, den sie sich sonst vielleicht nicht leisten könnten. „Ich empfehle euch, sie mal zu besuchen“, sagt Gabriel. „Sie leisten hervorragende Arbeit, indem sie Teams auf der ganzen Welt zusammenstellen, die bei verschiedenen Problemen helfen.“

## Bandcamp Exclusives
Für die Abonnenten des Kanals von Peter Gabriel bei dem Online-Musikdienst Bandcamp wurden zusätzlich zu den Bright-Side und den Dark-Side Mixen alternative Versionen der bis jetzt veröffentlichten Titel des Albums i/o auch zum Download zur Verfügung gestellt, wie auch Videoclips, die deutlich mehr in die Tiefe gehen als die Clips auf YouTube, die an jedem Vollmond regulär erscheinen (meistens an Neumond, manchmal später).
The Court (Pre Band Demo) – 3:37 – Relativ weit ausgereiftes Demo, das die Basis für die Band-Sessions war. Es handelt sich um eine mit einer synthetischen Band eingespielte Version, die die richtige Studioband zur Vorbereitung bekommen hatte. Es sind alle wesentlichen Elemente des späteren Songs bereits vorhanden, aber es ist noch eine gewisse Schlichtheit wahrnehmbar, die noch gefüllt werden soll.

## Musikvideos
Das erste Musikvideo zu The Court ist der Beitrag des Benutzers Oranguerillatan für den Peter Gabriel / Stability AI #DiffuseTogether Wettbewerb, der am 18. April 2023 von Gabriel und Stability AI gestartet wurde. Die Gewinner wurden im Juni 2023 bekannt gegeben. Das ausgewählte Video gewann in dem Wettbewerb den dritten Preis.
Über den Wettbewerb sagte Gabriel:

„Es gibt so viele Talente, die in diesem Wettbewerb zu sehen sind, und diese Gewinner müssen wir in Zukunft im Auge behalten.“

Über das Video sagte Oranguerillatan:

„Das entstandene Video soll die Dualität der menschlichen Erfahrung einfangen, gleichzeitig düster und hoffnungsvoll sein, die täglichen Kämpfe der Menschheit vermitteln und gleichzeitig unsere kollektive Hoffnung auf eine hellere Zukunft hervorheben. Gleichzeitig wollte ich Peters Vision von einer gerechten und friedlichen Welt einfangen, in der Menschen, die in Schwierigkeiten stecken, sich gemeinsam für eine bessere Zukunft einsetzen können.“

Das zweite Musikvideo zu The Court belegte gemeinsam mit dem zu Panopticom von Lamsom – den ersten Platz in dem #DiffuseTogether Wettbewerb von Peter Gabriel, bei dem von einer KI generierte Clips teilnehmen konnten. Erstellt wurde es von Junie Lau, einer Produktionsdesignerin und Videoregisseurin, die in Shanghai und London tätig ist. In ihm ist der Peter Gabriel der 1980er Jahre in verschiedenen Verkleidungen und Situationen zu sehen.
Über das zweite Video sagte Junie Lau:

„Die Macht der künstlichen Intelligenz und von Stable Diffusion liegt in der Fähigkeit, Peter an jeden beliebigen Ort einzuladen und zu transportieren, ihn auf jede beliebige Weise einzukleiden und ihn in die Lage zu versetzen, alternative Realitäten zu erleben, die über die Grenzen der realen Welt hinausgehen. Diese bemerkenswerte Technologie überwindet die Grenzen von Alter, Zeit und Raum und bietet eine unendliche Fülle an kreativen Möglichkeiten.“

Peter Gabriel sagt über das Video von Junie Lau:

„Das Video ist mit viel Stil und Energie gemacht, ist total originell und hat eine gute Dosis Humor. So etwas hatte ich noch nie gesehen - lustig, energiegeladen und wunderschön umgesetzt. Sie hat mich absolut erwischt. Erstaunliche Arbeit.“

Am 23. Januar 2025 wurde die KI-Musikvideocreator-Plattform 50:50 gestartet, die eine fairere Aufteilung der Aufmerksamkeit und der Einnahmen zwischen dem Urheber der Musik und dem der visuellen Elemente erreichen soll.

## Mitwirkende
(Quelle:)

### Liedproduktion
- Tchad Blake – Mixing (Dark-Side Mix)
- Hans-Martin Buff – Dolby-Atmos-Mixing (In-Side Mix), Perkussion (nur In-Side-Mix)
- Richard Chapell – Rhythmus-Programmierung, Produktionsvorbereitung
- Matt Colton – Mastering
- Faye Dolle – Tontechnik-Assistenz
- Brian Eno – Perkussion, Synthesizer
- Melanie Gabriel – Begleitgesang
- Peter Gabriel – Begleitgesang, Hauptgesang, Klavier, Produzent, Rhythmusprogrammierung, Synthesizer
- Oli Jacobs – Tontechniker
- Manu Katché – Schlagzeug
- Tony Levin – Bassgitarre
- Katie May – Perkussion, Tontechnikerin
- David Rhodes – Begleitgesang, E-Gitarre
- Dom Shaw – Tontechnik-Assistenz
- Mark „Spike“ Stent – Mixing (Bright-Side Mix)[8]

### Orchesterproduktion
- Mitglieder des New Blood Orchestra:
  - Orchester-Arrangements – John Metcalfe, Peter Gabriel
  - Dirigent – John Metcalfe
  - Konzertmeister – Everton Nelson
  - Geigen – Natalia Bonner, Martin Burgess, Louisa Fuller, Richard George, Clare Hayes, Marianne Haynes, Ian Humphries, Charles Mutter, Everton Nelson, Odile Ollagnon, Cathy Thompson, Debbie Widdup
  - Bratschen – Fiona Bonds, Peter Lale, Rachel Roberts, Bruce White
  - Celli – Chris Allen, Ian Burdge, Caroline Dale, William Shofield, Tony Woolard, Chris Worsey
  - Kontrabass – Chris Laurence, Lucy Shaw, Stacey Watton
  - Flöte – Eliza Marshall
  - Trompete – Andrew Crowley
  - Bassposaune – Richard Henry
  - Tenorposaune – Tracy Holloway, Andy Wood
  - Euphonium – Andy Wood
  - Tuba – David Powell
  - Tontechnik Orchester – Lewis Jones
  - Tontechnik Orchester Assistenz – Tom Coath, Luie Stylianou[8]

### Unternehmen
- Aural Majority Pad – Tonstudio (Dolby Atmos Mix)
- The Beehive – Tonstudio
- British Grove Studios – Tonstudio
- Metropolis Mastering – Mastering
- Real World Studios – Tonstudio